# Ion Milovan
Ion Milovan (n. 26 aprilie 1949, Mehedinți, România – d. 5 martie 2019) a fost un jucător și antrenor de handbal, una dintre cele mai mari personalități ale sportului de performanță și handbalului din județul Mehedinți și din România. Între anii 1958 și 1973 a fost jucător activ de handbal la Dinamo București, Știința Bacău și la alte cluburi din Orșova și Drobeta Turnu Severin. 
Din anul 1973 a fost antrenor la CSS Drobeta Turnu Severin, unde, timp de aproximativ 40 de ani, a condus una dintre cele mai performante secții de handbal feminin din România, care a dat handbalului național și internațional jucătoare cu nume sonore (Diana Puiu, Gabriela Tănase, Florentina Trăistariu, Aneta Pârvuț, Luana Șeitan ș.a.).
Pentru dezvoltarea sportului românesc și creșterea prestigiului handbalului, profesorul Ion MIlovan a fost apreciat cu diplomă de merit de către Comitetul Olimpic Român și Ministerul Tineretului și Sportului, fiind singurul antrenor emerit de sport din județul Mehedinți.